# 니나 메이 매키니

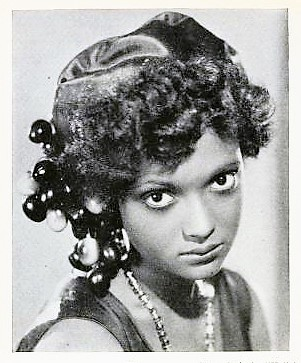

니나 메이 매키니(영어: Nina Mae McKinney, 1912년 6월 12일 ~ 1967년 5월 3일)는 미국의 배우, 가수이다.
본명은 내니 메임 매키니(Nannie Mayme McKinney). 뉴욕에서 사망하였다. 사인은 심근 경색이다.

## 영화
- 핑키 (1949년)
- 렉클리스 (1935년)
- 세이프 인 헬 (1931년)
- 데이 러니드 어바웃 위민 (1930년)
- 할렐루야 (1929년)